# ویستورس میجرز
ویستورس مِیجرز (به انگلیسی: Viesturs Meijers؛ ۵ دسامبر ۱۹۶۷ – ۹ نوامبر ۲۰۲۴) شطرنج باز اهل لتونی بود که به عنوان استاد بزرگ فیده (۲۰۰۴) نیز، شناخته می‌شد. او شطرنج بازی کردن را از سن ۱۰ سالگی شروع کرد. میجرز در سال ۱۹۹۳، استاد بین‌المللی، و در سال ۲۰۰۰، قهرمان شطرنج لتونی شد. او از سال ۱۹۸۹ تا سال ۲۰۱۰، در بیش از ۸۰ تورنمنت بین‌المللی شرکت کرد.